# Championnats du monde de slalom (canoë-kayak) 1993
Navigation
Championnats du monde de slalom 1991 Championnats du monde de slalom 1995
Les 23e championnats du monde de slalom en canoë-kayak de 1993 se sont tenus à Mezzana, dans la région du Trentin-Haut-Adige, en Italie, sous l'égide de la Fédération internationale de canoë.
C'est la première fois que la République tchèque et la Slovaquie participent en tant que nations distinctes à la suite de la dissolution de la Tchécoslovaquie en début d'année.

## Podiums

### Hommes

#### Canoë
| Épreuve        | Or                                                                                        | Or     | Argent                                                                                              | Argent | Bronze                                                                                     | Bronze |
| -------------- | ----------------------------------------------------------------------------------------- | ------ | --------------------------------------------------------------------------------------------------- | ------ | ------------------------------------------------------------------------------------------ | ------ |
| C1             | Martin Lang (GER)                                                                         | 140.44 | Hervé Delamarre (FRA)                                                                               | 140.92 | Sören Kaufmann (GER)                                                                       | 142.98 |
| C1 par équipes | Slovénie Jože Vidmar Boštjan Žitnik Simon Hočevar                                         | 173.88 | Grande-Bretagne Bill Horsman Gareth Marriott Mark Delaney                                           | 174.39 | Italie Francesco Stefani Luca Dalla Libera Renato de Monti                                 | 175.85 |
| C2             | Tchéquie Jiří Rohan Miroslav Šimek                                                        | 144.63 | France Éric Biau Bertrand Daille                                                                    | 148.53 | France Frank Adisson Wilfrid Forgues                                                       | 150.57 |
| C2 par équipes | Tchéquie Marek Jiras & Tomáš Máder Petr Štercl & Pavel Štercl Jiří Rohan & Miroslav Šimek | 172.85 | France Éric Biau & Bertrand Daille Emmanuel del Rey & Thierry Saidi Frank Adisson & Wilfrid Forgues | 173.76 | Slovaquie Roman Štrba & Roman Vajs Juraj Ontko & Ladislav Čáni Viktor Beneš & Milan Kučera | 181.08 |

#### Kayak
| Épreuve       | Or                                                    | Or     | Argent                                                     | Argent | Bronze                                             | Bronze |
| ------------- | ----------------------------------------------------- | ------ | ---------------------------------------------------------- | ------ | -------------------------------------------------- | ------ |
| K1            | Richard Fox (GBR)                                     | 119.95 | Richard Weiss (USA)                                        | 120.52 | Melvyn Jones (GBR)                                 | 122.37 |
| K1 par équipe | Grande-Bretagne Richard Fox Melvyn Jones Shaun Pearce | 153.91 | France Manuel Brissaud Vincent Fondeviole Sylvain Curinier | 156.20 | Tchéquie Vojtěch Bareš Pavel Přindiš Luboš Hilgert | 157.61 |

### Femmes

#### Kayak
| Épreuve | Or                                                   | Or     | Argent                                            | Argent | Bronze                                                 | Bronze |
| ------- | ---------------------------------------------------- | ------ | ------------------------------------------------- | ------ | ------------------------------------------------------ | ------ |
| K1      | Myriam Jerusalmi (FRA)                               | 144.89 | Anne Boixel (FRA)                                 | 149.41 | Marianne Agulhon (FRA)                                 | 150.04 |
| K1 team | France Myriam Jerusalmi Sylvie Lepeltier Anne Boixel | 180.78 | États-Unis Jana Freeburn Cathy Hearn Dana Chladek | 189.25 | Grande-Bretagne Maria Lund Rachel Crosbee Lynn Simpson | 194.55 |

## Tableau des médailles
| Rang  | Nation      | Or | Argent | Bronze | Total |
| ----- | ----------- | -- | ------ | ------ | ----- |
| 1     | France      | 2  | 5      | 2      | 9     |
| 2     | Royaume-Uni | 2  | 1      | 2      | 5     |
| 3     | Tchéquie    | 2  | 0      | 1      | 3     |
| 4     | Allemagne   | 1  | 0      | 1      | 2     |
| 5     | Slovénie    | 1  | 0      | 0      | 1     |
| 6     | États-Unis  | 0  | 2      | 0      | 2     |
| 7     | Italie      | 0  | 0      | 1      | 1     |
| 8     | Slovaquie   | 0  | 0      | 1      | 1     |
| Total | Total       | 8  | 8      | 8      | 24    |